# Santiago Falbo
Santiago Falbo (n. 24 de abril de 1990 en Pinamar, Argentina) es un futbolista argentino. Se desempeña como Volante central y su equipo actual es San Vicente de Pinamar perteneciente a la Liga Madariaguense de fútbol.

## Clubes
| Club                     | País                   | Año             |
| ------------------------ | ---------------------- | --------------- |
| San Vicente de Pinamar   | Argentina              | 2005 - 2009     |
| Defensa y Justicia       | Argentina              | 2010            |
| ASD Rogoredo 84          | Italia                 | 2010            |
| Defensores de Cambaceres | Argentina              | 2011 - 2012     |
| Bohemian Football Club   | Irlanda                | 2013            |
| SV Wevelgem City         | Bélgica                | 2014            |
| Waitakere United         | Nueva Zelanda          | 2014            |
| Waitakere City FC        | Nueva Zelanda          | 2014 - 2015     |
| Desconocido              | Fiji                   | 2015            |
| Desconocido              | Emiratos Árabes Unidos | 2016            |
| Inter de Santa María     | Brasil                 | 2016            |
| Club Deportivo El León   | Argentina              | 2017            |
| San Vicente de Pinamar   | Argentina              | 2017 – Presente |